# Pomnik Księdza Prałata Henryka Jankowskiego

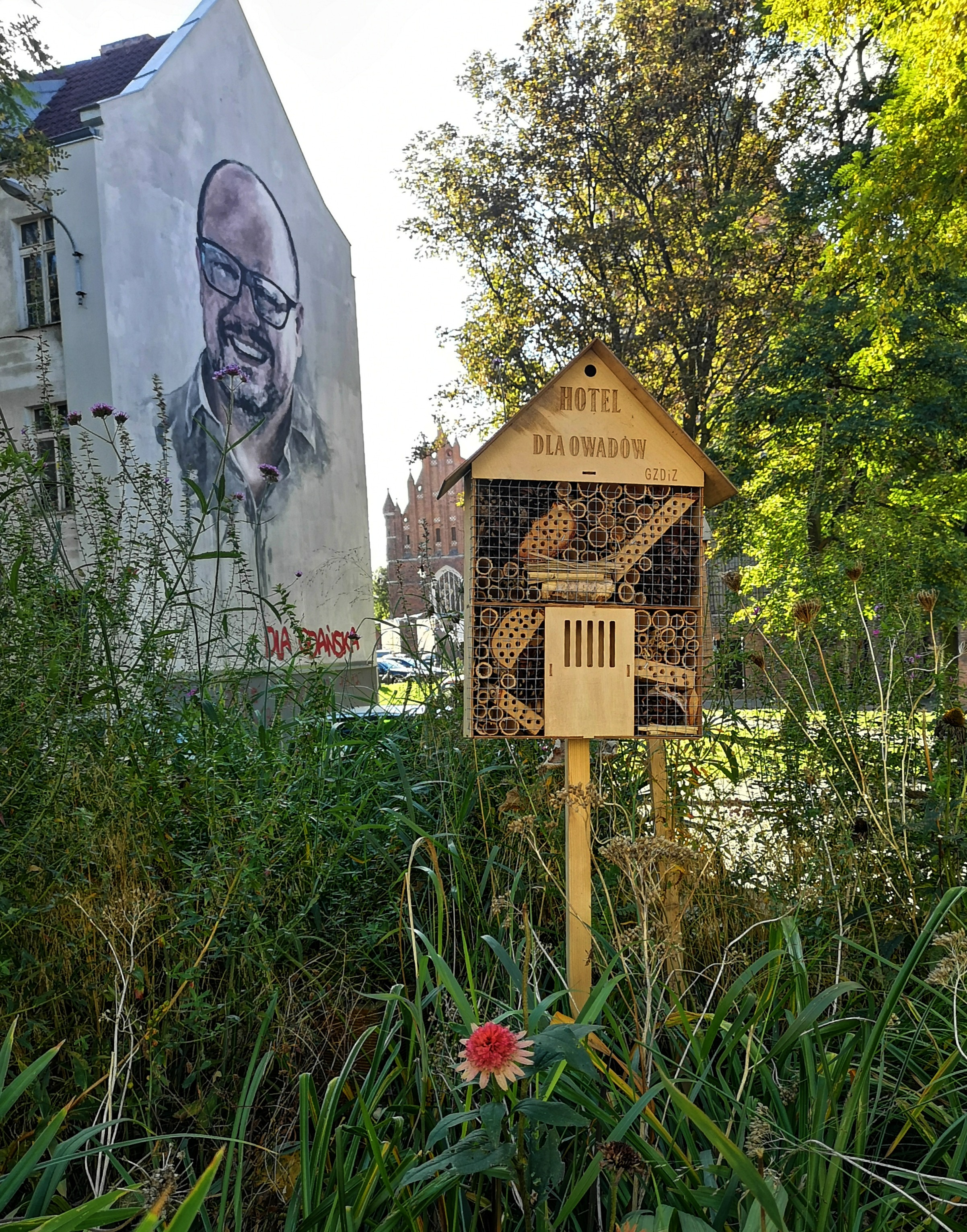
Miejsce po pomniku ks. Henryka Jankowskiego (2022)

Pomnik Księdza Prałata Henryka Jankowskiego – pomnik księdza Henryka Jankowskiego, znajdujący się od 31 sierpnia 2012 do 8 marca 2019 w Gdańsku u zbiegu ulic Mniszki, Katarzynki i Stolarskiej, w miejscu, które w latach 2011–2019 nosiło nazwę Skwer im. Księdza Henryka Jankowskiego.

## Historia

### Projekt i budowa
Pomnik powstał z inicjatywy Społecznego Komitetu Budowy Pomnika Księdza Henryka Jankowskiego, który na podstawie zbiórki publicznej zebrał potrzebne na budowę pomnika środki w kwocie 136 772,97 zł. Pomnik powstał również dzięki składkom wśród działaczy NSZZ „Solidarność” z całej Polski. Projektantem pomnika był Giennadij Jerszow, ukraiński artysta i przyjaciel księdza, który wykonał model figury bezpłatnie.
Pomnik został poświęcony 31 sierpnia 2012 przez metropolitę gdańskiego abp Sławoja Leszka Głódzia, który objął budowę pomnika swoim honorowym patronatem. W uroczystości poświęcenia pomnika wzięli udział przedstawiciele władz państwowych, samorządowych oraz duchowieństwa.

### Przyczyny i usunięcie pomnika
3 grudnia 2018 w „Dużym Formacie”, cotygodniowym dodatku do dziennika „Gazeta Wyborcza”, ukazał się reportaż Sekret Świętej Brygidy. Dlaczego Kościół przez lata pozwalał księdzu Jankowskiemu wykorzystywać dzieci? Bożeny Aksamit. Po publikacji reportażu posłanka Joanna Scheuring-Wielgus w liście skierowanym do prezydenta Gdańska Pawła Adamowicza zaapelowała o usunięcie pomnika. O rozbiórkę pomnika zaapelowała także Barbara Nowacka. Sam pomnik został z 5 na 6 grudnia 2018 oblany przez nieznanych sprawców czerwoną farbą, a 7 grudnia 2018 odbyła się pod nim manifestacja, w trakcie której figura duchownego została opasana łańcuchem, do którego następnie przymocowano deskę z napisem – Pomnik ofiar KK (Kościoła katolickiego). Żądanie demontażu pomnika ogłosił w grudniu 2018 Michał Wojciechowicz.
21 lutego 2019 około godziny 3:00 nad ranem pomnik został przewrócony przez Michała Wojcieszczuka, Rafała Suszka i Konrada Korzeniowskiego na podłożone wcześniej opony, tak aby nie uległ uszkodzeniu, bo wg nich „celem jest rozbicie fałszywego i ohydnego mitu Henryka Jankowskiego, nie zaś – materii jego pomnika”. Akcję nagrywał dziennikarz Tomasz Sekielski. Na leżącym posągu, który oddzielił się od piedestału, ułożyli strój ministranta wraz z dziecięcą bielizną. Następnie mężczyźni ci, nazwani przez media „sprawcami obywatelskiego nieposłuszeństwa”, zaczekali na przybycie policji. Obalony z cokołu posąg miał zostać zdemontowany na polecenie władz Gdańska, ale w wyniku protestu fundatorów został wydany przedstawicielom społecznego komitetu budowy pomnika. W nocy z 21 na 22 lutego na pustym cokole pojawiły się napisy „pedofil”, „bądź za ofiarami”, „zło”. Rankiem 23 lutego posąg został postawiony z powrotem na cokole, bez zgody władz miasta przy biernej postawie obecnych tam policjantów, którzy mieli pilnować terenu pomnika. 8 marca 2019 posąg został zdemontowany, zgodnie z uchwałą Rady Miasta Gdańska. Sam kilkutonowy cokół, na którym stała figura duchownego pozostał jednak na miejscu.
Sprawcy przewrócenia pomnika zostali oskarżeni 28 września 2021. Czyn został zakwalifikowany jako wypadek mniejszej wagi, bez znacznej szkodliwości społecznej. Sprawcy mieli wspólnie pokryć straty związane z uszkodzeniem pomnika (ok. 7 tys. zł) na rzecz Społecznego Komitetu Budowy Pomnika Księdza Henryka Jankowskiego. Zostali uniewinnieni 7 listopada 2022 roku. 